# 克罗瑟斯维尔
克罗瑟斯维尔（Crothersville）為美国印第安纳州杰克逊县的城镇，位于该县东南部。总面积3.0平方公里，总人口1,591（2010年）。